# Регенеративна медицина

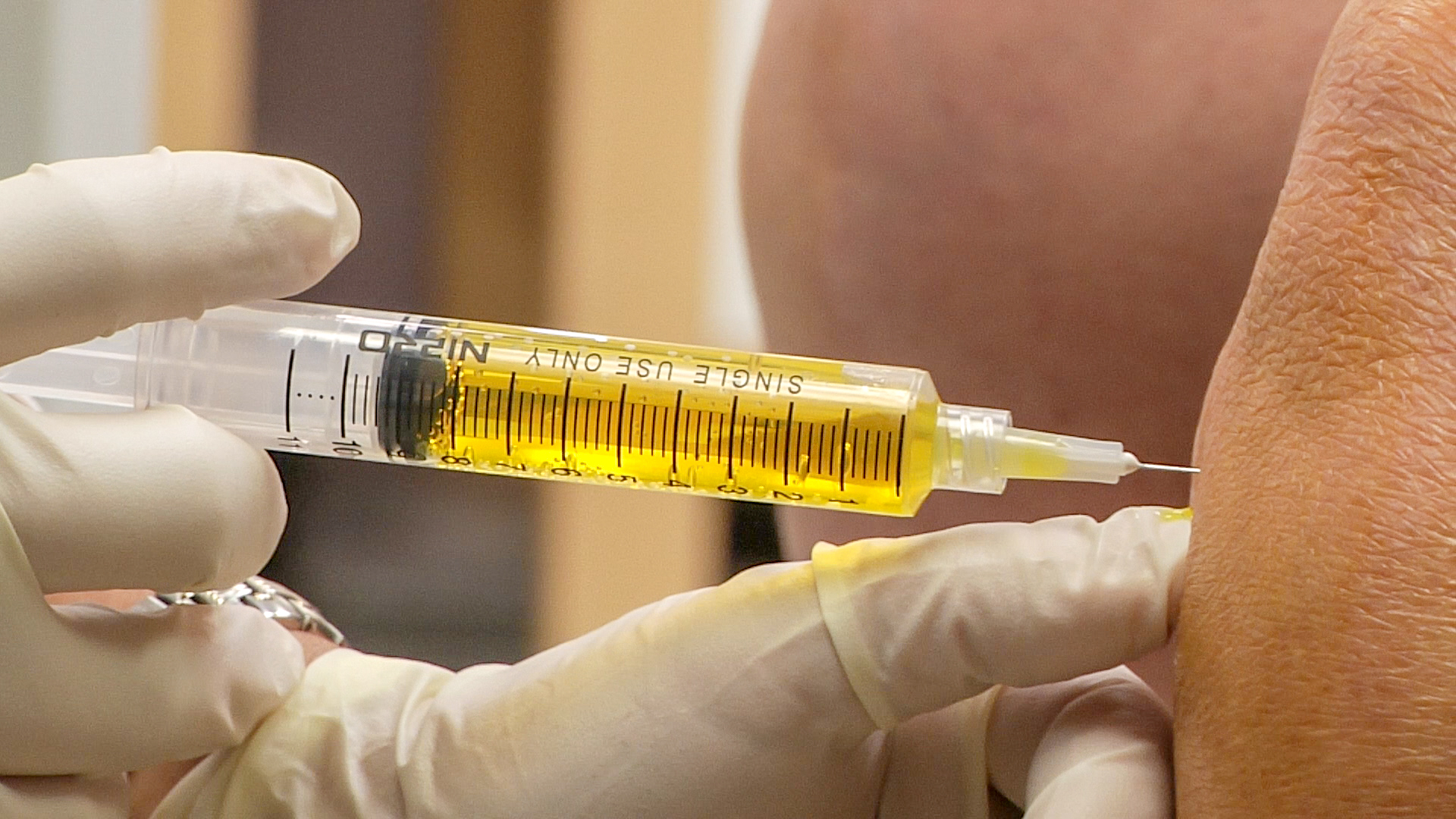
SVF-терапія: ін'єкція стовбурових клітин в колінний суглоб

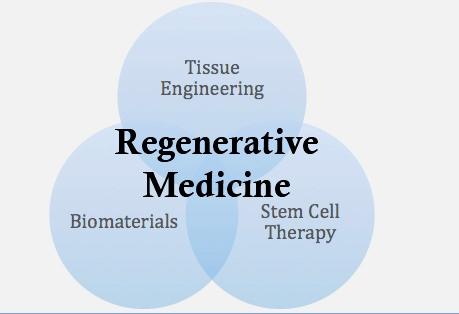
Регенеративна медицина: основні напрямки

Регенерати́вна медици́на — це широка галузь медичної науки, яка спрямована на регенерацію (відновлення) або заміну пошкоджених або хворих клітин, тканин або органів для відновлення їх здорової функції в організмі людини чи тварини.
Основні напрями — активація та використання стовбурових клітин, епігенетичне перепрограмування клітин, органоїди, тканинна інженерія та друк органів, генотерапія та редагування генома, молекулярна та наномедицина, нейроінженерія та ін.
Регенеративна медицина формується на співпраці медицини, біомедицини та біомедичної інженерії. 

## Історія та сьогодення
- 1943 — Вільям Колф винайшов першу машину для ниркового діалізу, а Белдінг Г. Скрібнер поширив методику на початку 1960-х,  що встановило віху для тимчасової заміни функції органу.[5]
- 1954 — Джозеф Мюррей провів першу успішну трансплантацію нирки.[6]
- 1981 — перше відкриття ембріональних стовбурових клітин у мишей, що відкривало можливості для регенеративної медицини.[7]
- 1997 — клонували вівцю Доллі, продемонструвавши можливості клонування та регенерації.[8]
- 1998 — відкриття методу отримання людських ембріональних стовбурових клітин і вирощувати їх у лабораторії. Це відкриття лягло в основу сучасної терапії стовбуровими клітинами.[9]
- 2002 — перша успішна трансплантація аутологічного сечового міхура сконструйованого за допомогою тканинної інженерії.[10]Лекція Нобелевського лауреата з фізіології та медицини Сін'я Яманака «Нова ера медицини з клітинами iPS — послання майбутнім вченим» (2012)[11]

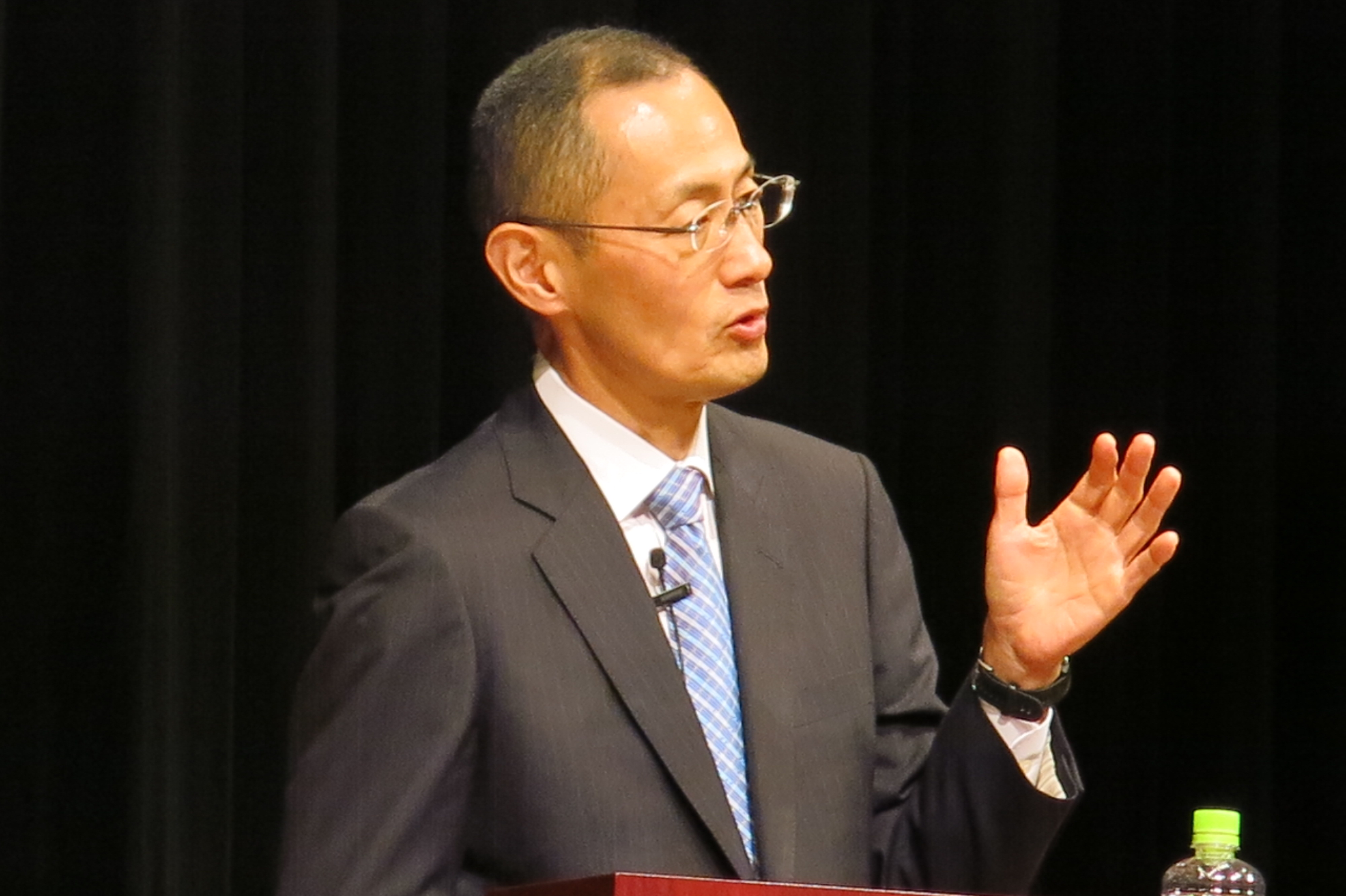
Лекція Нобелевського лауреата з фізіології та медицини Сін'я Яманака «Нова ера медицини з клітинами iPS — послання майбутнім вченим» (2012)

- 2006 — Сін'я Яманака разом з командою повідомили про успішну трансформацію дорослих клітин у плюрипотентні стовбурові клітини (iPS-клітини — індуковані плюрипотентні стовбурові клітини), що зменшило етичні проблеми використання ембріональних стовбурових клітин, дозволивши перепрограмовувати зрілі диференційовані клітини назад в стовбурові.[12]
- 2010 — описані «органоїди»[13] — мініатюрні моделі органів чи тканин зі стовбурових клітин, що дозволяють вивчати розвиток людських органів, моделювати хвороби, тестувати ліки, підбирати персоналізоване лікування, використовувати в тканинній інженерії та як джерело стовбурових клітин для терапії.[14]
- 2012 — Роберт Ланца, Стівен Д. Шварц та ін. описали клінічне використання ембріональних стовбурових клітин людини для лікування певних типів сліпоти.[15][16]
- 2014 — перша демонстрація механізмів регенерації органів in situ у мишей.[17]
- 2016 — перша успішна трансплантація клітин сітківки, отриманих зі стовбурових клітин, для лікування дегенерації жовтої плями, що дає надію на відновлення сліпоти.[18]
- 2018 — вчені створили перші 3D-друковані серцеві патчі, використовуючи власні клітини пацієнта, продемонструвавши потенціал 3D-друку органів.[19]

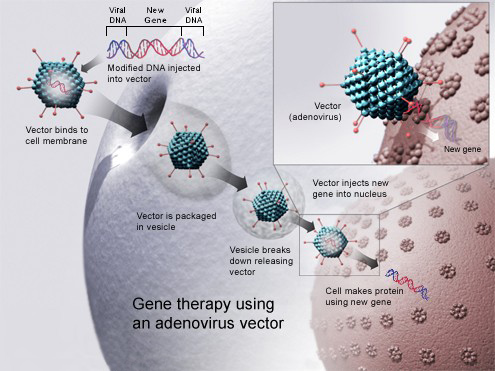
Генотерапія може змінити геном та епігеном клітин, сприяючи регенерації, наприклад, забезпечуючи безперервний локальний синтез факторів росту та морфогенів.

- Генотерапія може змінити геном та епігеном клітин, сприяючи регенерації[20][21][22], наприклад, забезпечуючи безперервний локальний синтез факторів росту та морфогенів.[23]2020 — проведена генотерапія для омолодження та відновлення нервового волокна сітківки. Старим мишам ввели за допомогою аденовірусної генотерапії гени, які синтезують фактори Яманакі, які епігенетично омолоджують гангліозні клітини сітківки миші, що сприяє регенерації аксонів після пошкодження[22], і усуває втрату зору на мишачій моделі глаукоми та у літніх мишей.[22] Таке омолодження клітин дозволило відновити штучно пошкоджений зоровий нерв — нервові волокна виросли виросли знову. Вчені досягли х2 збільшення кількості клітин сітківки та х5 прискорення росту зорового нерва.[22]Трансплантація та інтеграція коркових органоїдів людини в кору головного мозку щурів, що розвивається[24]

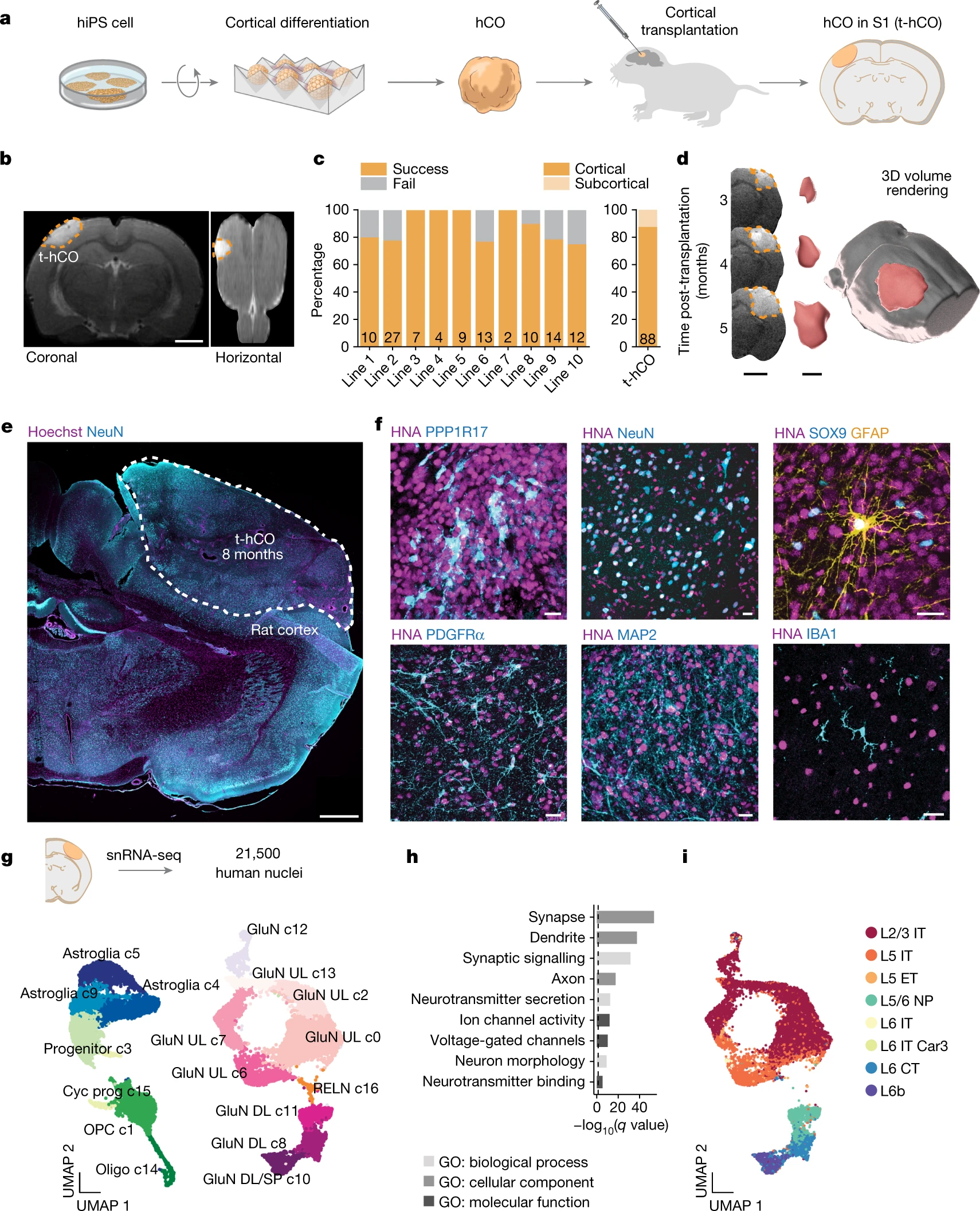
Трансплантація та інтеграція коркових органоїдів людини в кору головного мозку щурів, що розвивається

- 2022 — коркові церебральні органоїди, отримані зі стовбурових клітин людини, трансплантовані в соматосенсорну кору новонароджених безтимусних щурів, розвивають зрілі типи клітин, які інтегруються в сенсорні та мотиваційні схеми.[24]
- 2023 — органоїди людського мозку успішно інтегруються із зоровою системою дорослого щура після трансплантації у великі пошкоджені порожнини зорової кори.[25] Ще одне дослідження показало успішне відновлення функції після інтеграції мозкового органоїда в ділянку ішемічного інсульту миші.[26] Також у 2023 році було проведено успішне лікування стовбуровими клітинами інфаркту міокарда у свиней.[27] Також було представлено прецизійну роботизовану платформу культур клітин Cell X для ефективного виробництва специфічних для пацієнта іПСК і органоїдів сітківки, демонструючи потенціал для клінічного конвеєрного виробництва іПСК для аутологічної заміни клітин сітківки[28]; пізніше в серпні було представлено ще одну технологію автоматизованого друку органоїдів для тестування та скринінгу ліків[29]. В серпні вийшло дослідження, що описує успішну трансплантацію щурам серцевих органоїдів, сконструйованих з електропровідними кремнієвими нанодротами, в місця ураження інфарктом міоркарда, що сприяло значному функціональному відновленню серця.[30]

В останні роки регенеративна медицина представляє з себе самостійну дисципліну, яка бурхливо розвивається. У 2006 році став виходити перший спеціалізований науковий журнал з регенеративної медицини Regenerative Medicine. З'являються численні інститути та компанії, що займаються розробкою методик регенеративної медицини та наданням послуг, таких як лікування стовбуровими клітинами.
Біомедичні інженери, біологи та лікарі-клініцисти працюють разом з метою створення тканин та органів необхідних пацієнтам для трансплантації, та з метою розробки методів, інструментів та технологій, що сприяють регенерації власних клітин, тканин та органів, у людей та тварин.
За останні два десятиліття тканинна інженерія та регенеративна медицина привели до схвалених терапій, які використовують аутологічні (власні) або алогенні (донорські) клітини для сприяння відновленню тканин. Таких препаратів є багато на ринку, наприклад, Carticel для лікування дефектів хряща (Аутологічна імплантація хондроцитів), laViv для зморшок та багато інших.
Огляд 2022 року, опублікований в Frontiers in Bioengineering and Biotechnology, зазначає, що розуміння можливостей використання клітинної терапії стовбуровими клітинами, позаклітинних везикул (екзосом) і стратегій тканинної інженерії для застосувань регенеративної медицини з упором на персоналізоване лікування пацієнта постійно покращується. Численні доклінічні та клінічні випробування продемонстрували потужний потенціал лікування стовбуровими клітинами, імунних клітин та екзосом, для модуляції запальних імунних реакцій і сприяння неоангіогенній (з утворенням нових судин) регенерації в хворих органах, пошкоджених трансплантатах і при запальних захворюваннях.
Огляд 2023 року, опублікований в Pediatric Surgery International, повідомляє, що сфера регенеративної медицини, що охоплює кілька дисциплін, включаючи біологію стовбурових клітин і тканинну інженерію, продовжує розвиватися завдяки накопиченню досліджень технологій маніпулювання клітинами, генної терапії та нових матеріалів. Однак для досягнення кінцевої мети створення біоінженерних органів для трансплантації ще потрібно вирішити низку питань. Зокрема, розробка складних тканин і органів вимагає тонкого поєднання різних відповідних аспектів — не тільки репопуляція кількох клітинних фенотипів, але й коригування факторів середовища хазяїна, таких як ангіогенез васкуляризація, іннервація та імуномодуляція.

### Ринок
Розмір світового ринку регенеративної медицини оцінювався в 55,03 мільярда доларів США в 2022 році, і очікується, що з 2023 по 2030 рік він буде зростати на 15,7% у середньорічному темпі зростання.

## Стовбурові клітини

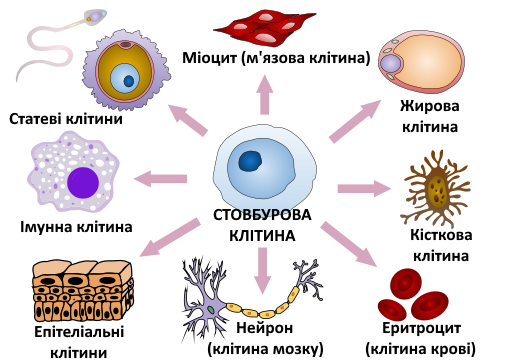
Стовбурова клітина як попередник диференційованих клітин

Основні статті — Стовбурові клітини, Лікування стовбуровими клітинами.
Стовбурові клітини є наріжним каменем регенеративної медицини завдяки своїй унікальній здатності оновлюватися та диференціюватися в різні типи спеціалізованих клітин. Їх надзвичайний потенціал полягає в здатності відновлювати, замінювати та регенерувати пошкоджені тканини та органи в організмі.

### Типи стовбурових клітин
- Ембріональні стовбурові клітини (ЕСК): отримані з ембріонів, ці клітини володіють плюрипотентними властивостями, тобто вони можуть трансформуватися в будь-який тип клітин в організмі. Однак їх використання викликає етичні проблеми через необхідність вилучення клітин з ембріонів.
- Індуковані плюрипотентні стовбурові клітини (іПСК): генеровані з дорослих клітин, таких як клітини шкіри або крові, шляхом епігенетичного перепрограмування, щоб виявляти характеристики, подібні до ембріональних стовбурових клітин. Їх створення обходить етичні проблеми та обіцяє розвиток регенеративної та персоналізованої медицини. Індуковані плюрипотентні стовбурові клітини (induced pluripotent stem cells — iPSC) вдалося отримати з клітин різних тканин (у першу чергу фібробластів) за допомогою їх епігенетичного перепрограмування у стовбурові клітини методами генетичної інженерії, зазвичай, за допомогою комбінації факторів Яманаки[12][39] — Oct4, Klf4, Sox2 та c-Myc — названих на честь Сін'я Яманака. Також існують методики хімічного перепрограмування клітин з допомогою малих молекулам[40][41][42] та перепрограмування з допомогою мікроРНК[43][44][45][46]. Такі індуковані плюрипотентні стовбурові клітини можливо згодом перепрограмувати у будь-які типи клітин — нервові, м'язові, покривні тощо.[47]
- Дорослі стовбурові клітини: виявлені в різних тканинах, таких як кістковий мозок, мозок і шкіра, ці клітини мають більш обмежений потенціал диференціювання порівняно з ESC або іПСК. Тим не менш, вони відіграють вирішальну роль у підтримці та відновленні певних тканин.
- Фетальні: можуть бути виділені з тканин зародка та плоду до моменту народження, або в результаті процедури переривання вагітності (у тому числі ектопічної). У складі фетальних стовубрових клітин виділяють перинатальні екстраембріональні, які отримують із позазародкових органів (пуповини, амніону, плаценти) після пологів; серед них розрізняють гемопоетичні, мезенхімальні, епітеліальні та децидуальні стовбурові клітини.[48]

### Роль у регенерації
- Відновлення тканин: стовбурові клітини значною мірою сприяють природним процесам загоєння організму. Вони можуть диференціюватися в спеціалізовані клітини, допомагаючи у відновленні пошкоджених тканин, таких як серцевий м’яз після інфаркту міокарда[49][50][51] або нейрони при травмах спинного мозку[52][53][54] або при нейродегенеративних захворюваннях, таких як хвороба Паркінсона[55] та хвороба Альцгеймера[56][57].
- Регенерація органів: регенеративна медицина досліджує потенціал стовбурових клітин для регенерації цілих органів. Дослідники досліджують способи спонукати стовбурові клітини стати функціональними тканинами серця, печінки чи нирок, пропонуючи надію тим, хто потребує трансплантації органів. (див. Органоїд, Тканинна інженерія)

### Застосування в медицині

Захворювання та стани, при яких лікування стовбуровими клітинами є перспективним

Стовбурові клітини мають величезні перспективи в медицині, пропонуючи потенційне лікування ряду станів, шляхом посилення регенерації та заміни пошкоджених тканин і органів. Завдяки своїй унікальній здатності регенерувати та диференціюватися в спеціалізовані типи клітин, стовбурові клітини прокладають шлях для інноваційних методів лікування, спрямованих на відновлення або заміну хворих або пошкоджених тканин в організмі.
Поява індукованих плюрипотентних стовбурових клітин, які не потребують ембріонів, та проявляють плюрипотентність ембріональних стовбурових клітин, на відміну від дорослих стовбурових клітин, викликала значний інтерес та ентузіазм серед наукових і медичних спільнот завдяки їх широкому потенційному застосуванню як у дослідницьких, так і в клінічних умовах. іПСК, володіючи здатністю диференціюватися в різні типи клітин, відкрили двері для багатьох новаторських застосувань.

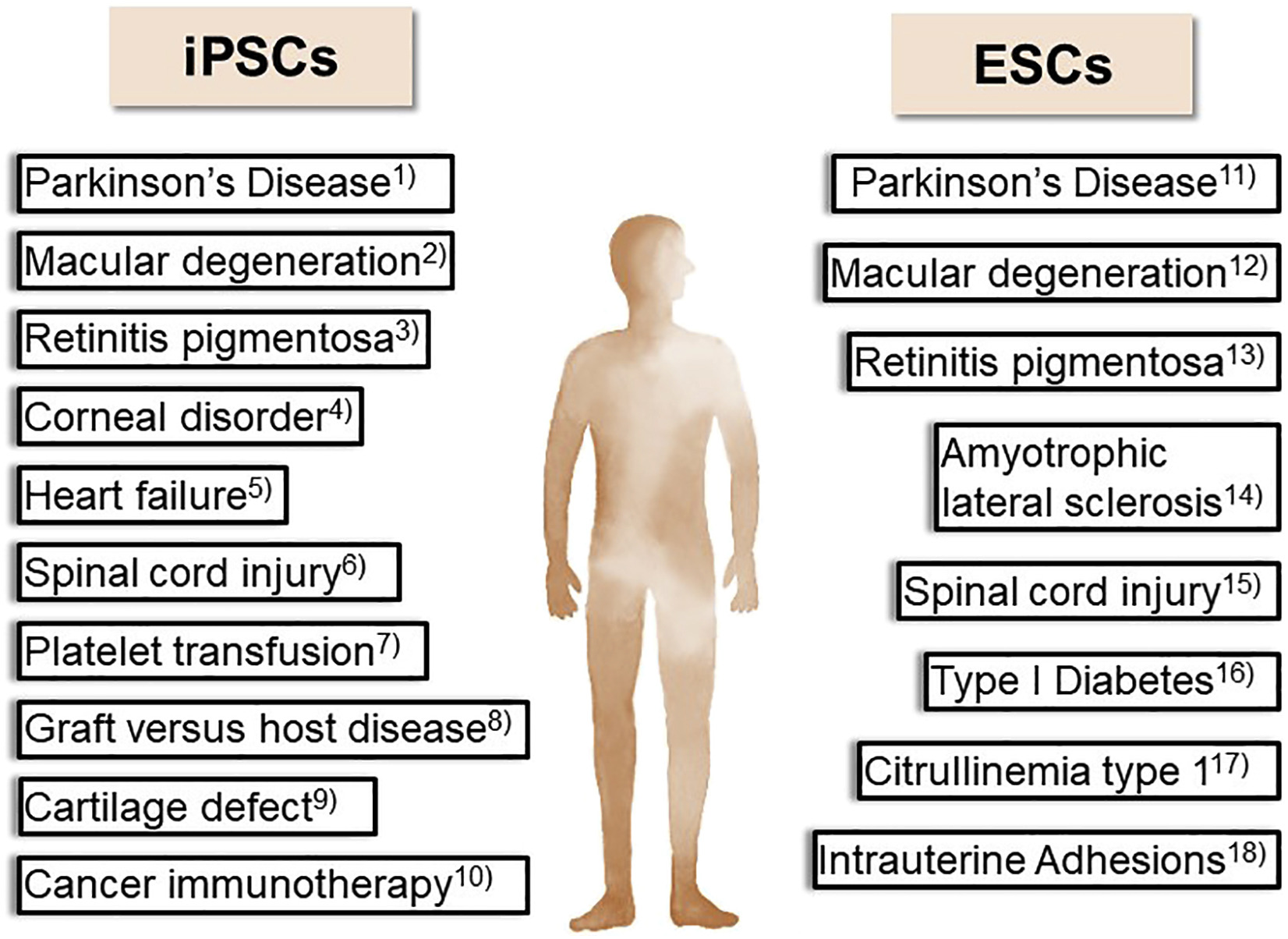
Клінічні випробовування з використанням іПСК та ЕСК, станом на 2020 рік.

- Клінічні випробовування з використанням іПСК та ЕСК, станом на 2020 рік.[61]Лікування захворювань: лікування стовбуровими клітинами є перспективним для широкого спектру захворювань і станів, включаючи хворобу Паркінсона[55], травми спинного мозку[52][53][54], діабет[62][63][64][65], серцево-судинні патології[49][50][51] та інші. Дослідники прагнуть використати регенеративний потенціал стовбурових клітин для розробки нових методів лікування.
- Трансплантація. Терапія на основі стовбурових клітин може зменшити залежність від донорства органів, забезпечуючи стійке джерело клітин для трансплантації, що потенційно може революціонізувати сферу заміни органів, компенсуючи функції без потреби в трансплантації.[66]

#### Серцево-судинна система
Дослідження 2023 року на свинях дійшло до висновку, що клітини попередники серцевих міоцитів (КПМ), отримані зі стовбурових клітин, є багатообіцяючою можливістю для лікування інфаркту міокарда у регенеративній кардіології:
"...Функціональні дослідження серця [після лікування стовбуровими клітинами] виявили значне покращення фракції викиду лівого шлуночка через чотири та дванадцять тижнів після трансплантації. Ми також спостерігали значне покращення товщини стінки шлуночка та зменшення розміру інфаркту після трансплантації клітин попередників міоцитів (p = 0,05). Імуногістологічний аналіз виявив in vivo дозрівання КПМ у кардіоміоцити... Важливо, що всі свині вижили без утворення будь-яких пухлин або аномалій... Ми робимо висновок, що плюрипотентні КПМ, отримані зі стовбурових клітин, є багатообіцяючою можливістю для лікування інфаркту міокарда і що вони можуть позитивно впливати на регенеративну кардіологію."

#### Регенерація шкіри
Регенерація шкіри, важливий аспект регенеративної медицини, передбачає використання передових методів для усунення пов’язаних зі шкірою травм, захворювань і станів. Стовбурові клітини, включаючи індуковані плюрипотентні стовбурові клітини (іПСК), разом із методами тканинної інженерії відіграють ключову роль у цій галузі. іПСК можуть бути спрямовані на диференціацію в конкретні типи клітин шкіри, пропонуючи потенційні персоналізовані трансплантати шкіри для зменшення ризиків відторгнення. Інновації в тканинній інженерії дозволяють створювати біоінженерні замінники шкіри, які імітують натуральну шкіру, сприяючи загоєнню ран і мінімізуючи рубці. Стратегії регенеративної медицини зосереджені на прискоренні процесів загоєння ран та опіків.

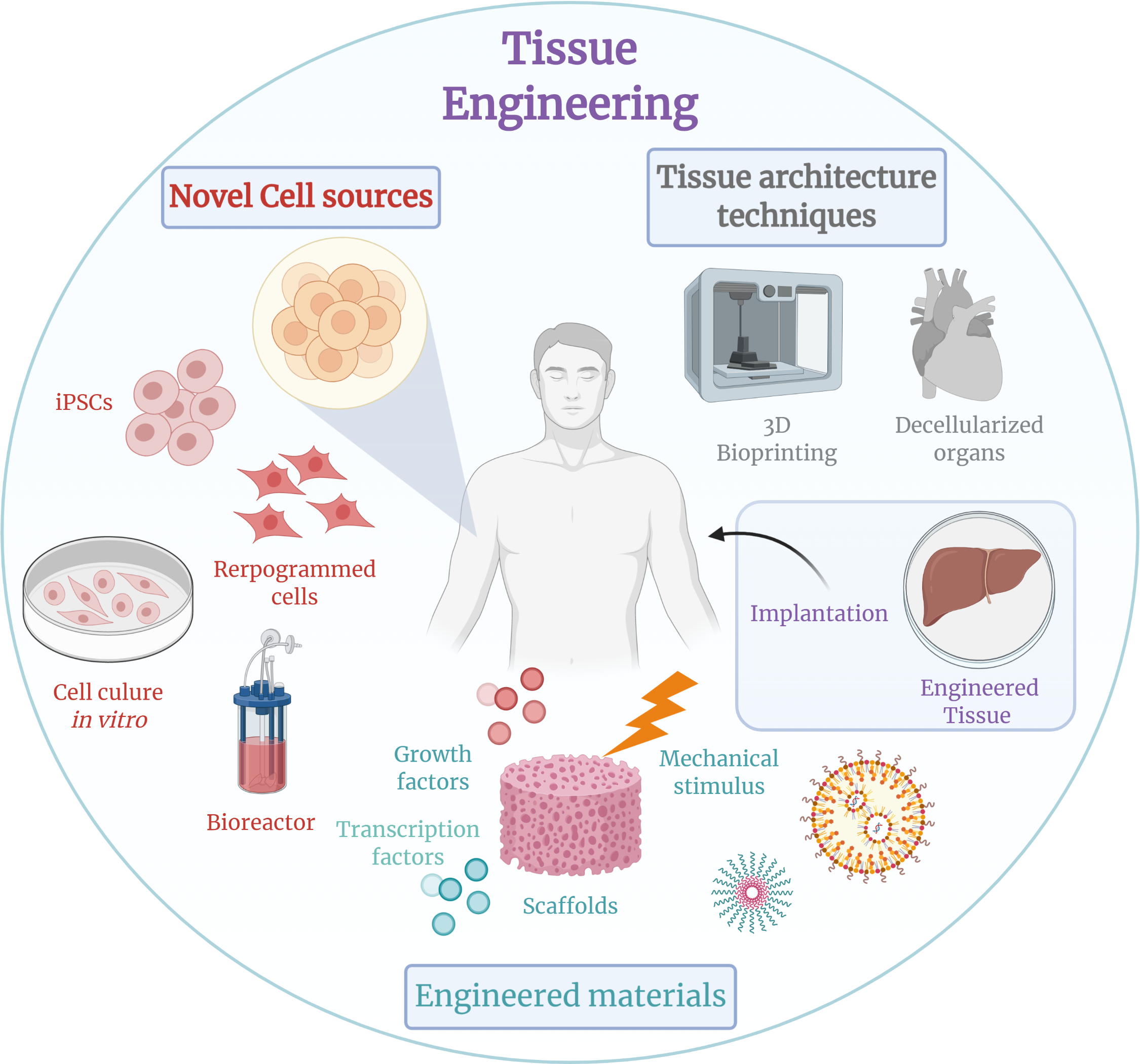
Тканинна інженерія (інфографіка)

## Тканинна інженерія
Тканинна інженерія — це створення нових тканин і органів для терапевтичної реконструкції пошкодженого органу за допомогою доставки в потрібну область опорних структур, клітин, молекулярних і механічних сигналів для регенерації.
Звичайні імплантати з інертних матеріалів можуть усунути тільки фізичні і механічні недоліки пошкоджених тканин. Метою тканинної інженерії є відновлення біологічних (метаболічних) функцій, тобто регенерацію тканини, а не просте заміщення її синтетичним матеріалом. Нанотехнології можуть бути використані як частина тканинної інженерії, щоб допомогти відтворити або відновити або змінити форму пошкодженої тканини за допомогою відповідних скелетів на основі наноматеріалів і факторів росту. У разі успіху тканинна інженерія може замінити звичайні методи лікування, такі як трансплантація органів або штучні імплантати.
Тканинна інженерія базується на 4 компонентах:
1. Клітини.
2. Каркас для клітин.
3. Біомолекули (фактори росту та диференціації клітин).

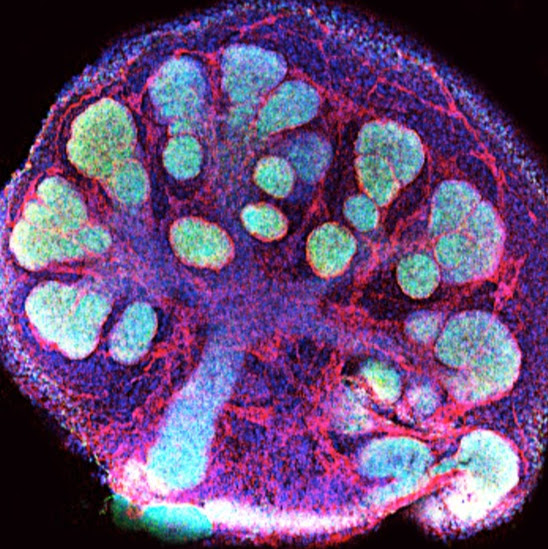
Вирощування in vitro ембріональної слинної залози миші для трансплантації

4. Вирощування in vitro ембріональної слинної залози миші для трансплантаціїФізичний та механічний вплив для утворення потрібної структури.

У 2021 році обсяг світового ринку тканинної інженерії становив 12,76 мільярда доларів США, а до 2030 року очікується, що він сягне приблизно 31,23 мільярда доларів США, збільшуючись на 10,46% у середньому протягом прогнозованого періоду з 2022 по 2030 рік.

### Кісткова тканина
Такі наночастинки, як графен, вуглецеві нанотрубки, дисульфід молібдену та дисульфід вольфраму, використовуються як зміцнюючі агенти для виготовлення механічно міцних полімерних нанокомпозитів, що піддаються біологічному розкладанню, для інженерії кісткової тканини. Додавання цих наночастинок у полімерну матрицю в низьких концентраціях (0,2 вагових%) призводить до значного покращення механічних властивостей полімерних нанокомпозитів при стиску та згині. Потенційно ці нанокомпозити можуть бути використані як новий, механічно міцний, легкий композит як кісткові імплантати.
Україно-американський стартап A.D.A.M. розробив методику друку кісток на біо-3D-принтері.

### Нервова тканина
Основна стаття — Інженерія нервової тканини.

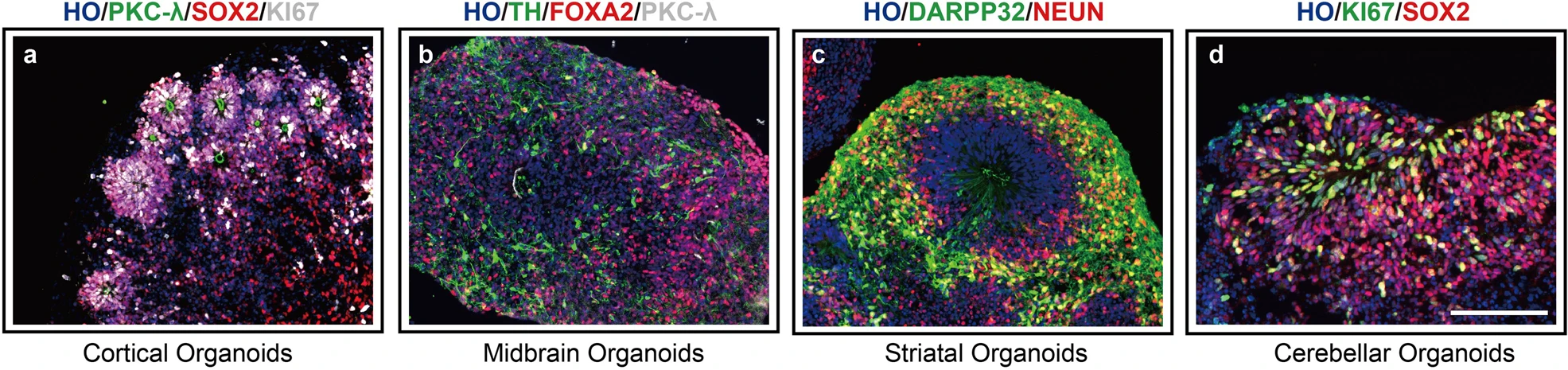
Імунофлуоресцентне зображення кортикальних органоїдів, вирощених із плюрипотентних стовбурових клітин

Ця галузь тканинної інженерії зосереджена на розробці функціональних замінників нервової тканини для заміни або відновлення пошкодженої або хворої тканини центральної нервової системи (ЦНС) або периферичної нервової системи (ПНС). Метою інженерії нервової тканини є відновлення втраченої функції нервової системи за допомогою матеріалів, клітин і факторів росту.

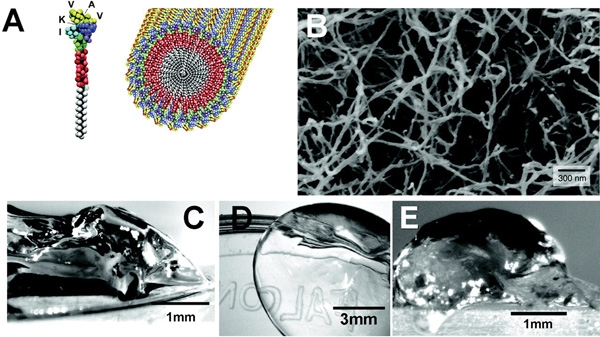
Пептидні біорозкладні каркаси для інженерії нервової тканини.

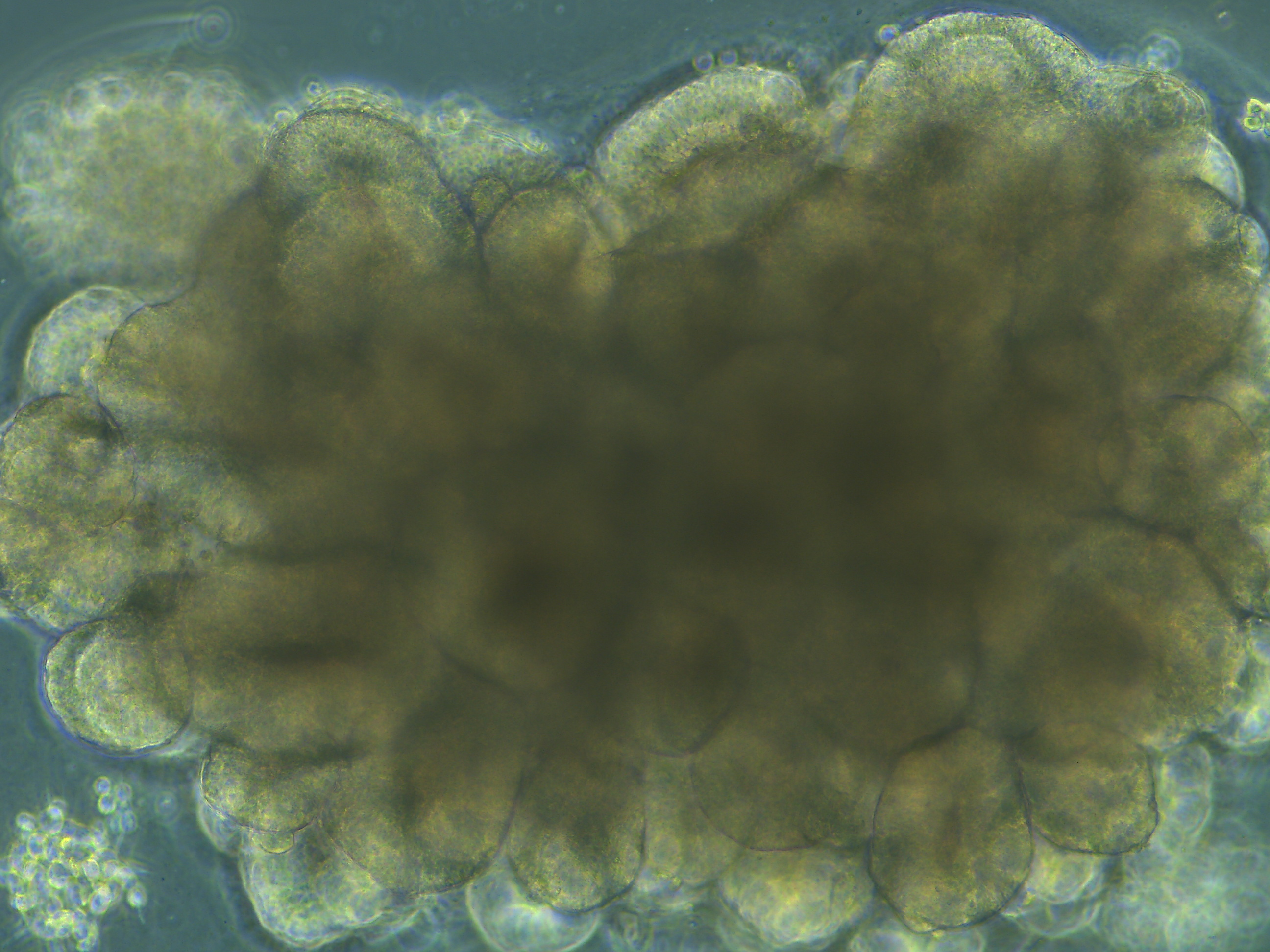
Церебральні органоїди людини з клітин людського мозку під час розвитку.

Ця область дослідження включає в себе принципи матеріалознавства, біології та інженерії для проектування та розробки пристроїв, каркасів і 3D-культур, які сприяють росту, виживанню та функціональній інтеграції нейронів і гліальних клітин. Деякі із потенційних застосувань нейротканинної інженерії включають лікування травм спинного мозку, черепно-мозкових травм, інсульту, хвороби Паркінсона та інших станів, які призводять до пошкодження нервової системи.

Наприклад, дослідження на мишах 2023 року, опубліковане в npj Regenerative Medicine, що досліджувало використання мозкових органоїдів для відновлення функціональної нервової тканини в місці ураження після ішемічного інсульту, показало:
"...Через кілька місяців ми виявили, що трансплантовані органоїди добре вижили в ураженому інфарктом ядрі, диференціювалися в цільові нейрони, відновлювали інфарктну тканину, посилали аксони до віддалених мішеней мозку та інтегрувалися в нейронний ланцюг господаря, тим самим усуваючи сенсомоторні дефекти поведінки мишей, які перенесли інсульт, тоді як трансплантація дисоційованих окремих клітин з органоїдів не привела до відновлення ураженої інфарктом тканини."

### Серцево-судинна система
В серпні 2023 року вийшло дослідження, що описує успішну трансплантацію щурам серцевих органоїдів, сконструйованих з електропровідними кремнієвими нанодротами, в місця ураження інфарктом міоркарда, що сприяло значному функціональному відновленню серця.
Ще одне дослідження, опубліковане у вересні 2023 року, продемонструвало створення міцної судинної системи в мікротканинах, що складаються з ендотеліальних клітин, фібробластів і передсердних або шлуночкових кардіоміоцитів, які демонструють ознаки експресії генів, архітектурну та електрофізіологічну схожість з анатомічними тканинами серця, отриманими in vivo.
Хоча це лише один з багатьох прикладів подібних досліджень, і подібні застосування в основному знаходиться на експериментальній фазі, але очікується, що одного дня органоїди можуть стати джерелом тканин і органів для трансплантації, зменшуючи залежність від донорів органів і сприяючи повноцінному відновленню при раніше-невиліковних патологіях.

## Див.також
- Стовбурові клітини
  - Індуковані плюрипотентні стовбурові клітини
  - Лікування стовбуровими клітинами
- Тканинна інженерія
  - Органоїд
  - Інженерія нервової тканини
  - Друк органів
- Біомедична інженерія
  - Біоматеріали
  - Біополімери
- Персоналізована медицина
- Генотерапія
- Наномедицина
- Біохакінг
- Омолодження
- Біоніка
- Трансгуманізм

## Додаткова література

### Загальна

#### Книги
- Chakravorty, Nishant; Shukla, Praphulla Chandra (2023). Regenerative medicine: emerging techniques to translation approaches. — Springer, Singapore. ISBN 978-981-19-6008-6.
- Kenneth D. Poss, Bernhard Kühn (2020). Cardiac Regeneration: Methods & Protocols. Methods in Molecular Biology. New York, NY: Humana, Springer. с. 346. ISBN 978-1-0716-0667-4.
- Atala Anthony; Ланца Роберт; Mikos Antonios G.; Nerem Robert M. (2019). Principles of regenerative medicine (вид. 3rd edition). London, U.K. ISBN 978-0-12-809893-6.
- Duscher, Dominik; Shiffman, Melvin A. (2019). Regenerative medicine and plastic surgery: elements, research concepts and emerging technologies. Cham. ISBN 3-030-19958-4.
- Серія книг Regenerative Medicine: From Protocol to Patient. (2011-2016). Springer, Switzerland. ISBN 978-3-319-28386-9.

#### Журнали
- Regenerative Medicine
- npj Regenerative Medicine (сайт)
- Regenerative Therapy
- Regenerative Engineering and Translational Medicine

#### Статті
- Wang Guan; Wang Yanglu; Lyu Yulin та ін. (2023-06). Chemical-induced epigenome resetting for regeneration program activation in human cells. Cell Reports 42 (6). doi:10.1016/j.celrep.2023.112547.
- Morsczeck Christian (2023-06). Dental stem cells for tooth regeneration: how far have we come and where next? Expert Opinion on Biological Therapy (англ.) 23 (6). doi:10.1080/14712598.2023.2208268.
- McKinley Kara L.; Longaker Michael T.; Naik Shruti (2023-05). Emerging frontiers in regenerative medicine. Science (англ.) 380 (6647). doi:10.1126/science.add6492.
- Hosseinkhani Hossein; Domb Abraham J.; Sharifzadeh Ghorbanali; Nahum, Victoria (2023-03). Gene Therapy for Regenerative Medicine. Pharmaceutics (англ.) 15 (3). doi:10.3390/pharmaceutics15030856.
- Matchett Kp; Wilson-Kanamori,Jr; Brice M та ін. (2023-02). Multimodal decoding of human liver regeneration. (англ.). doi:10.1101/2023.02.24.529873.
- Altyar Ahmed E.; El-Sayed Amr; Abdeen Ahmed та ін. (1 лютого 2023). Future regenerative medicine developments and their therapeutic applications. Biomedicine & Pharmacotherapy 158. doi:10.1016/j.biopha.2022.114131.
- Clifford Tanner; Finkel Zachary; Rodriguez Brianna; Joseph Adelina; Cai Li (2023-01). Current Advancements in Spinal Cord Injury Research—Glial Scar Formation and Neural Regeneration. Cells (англ.) 12 (6). doi:10.3390/cells12060853.
- Xie Ning; Chu Sabrina N.; Schultz Cassandra B.; Chan Sunny S. K. (2023-01). Efficient Muscle Regeneration by Human PSC-Derived CD82+ ERBB3+ NGFR+ Skeletal Myogenic Progenitors. Cells (англ.) 12 (3). doi:10.3390/cells12030362.
- Ntege Edward H.; Sunami Hiroshi; Shimizu Yusuke (1 червня 2020). Advances in regenerative therapy: A review of the literature and future directions. Regenerative Therapy 14. doi:10.1016/j.reth.2020.01.004.
- Yu Ling; Dawson Lindsay A.; Yan Mingquan; Zimmel Katherine; Lin Yu-Lieh; Dolan Connor P.; Han Manjong; Muneoka Ken (2019). BMP9 stimulates joint regeneration at digit amputation wounds in mice. Nature Communications (англ.) 10 (1). с. 424. doi:10.1038/s41467-018-08278-4.
- Van Haele Matthias; Snoeck Janne; Roskams Tania (2019). Human Liver Regeneration: An Etiology Dependent Process. International Journal of Molecular Sciences (англ.) 20 (9). doi:10.3390/ijms20092332.

### Стовбурові клітини

#### Книги
- Серія книг Stem Cell Biology and Regenerative Medicine (Springer Nature, 2009-2023+)
  - Itskovitz-Eldor, Joseph; Laevsky, Ilana; Novak, Atara (2012). Atlas of human pluripotent stem cells: derivation and culturing. New York: Humana Press. ISBN 978-1-61779-548-0.
  - Yilmazer, Açelya (2017). In vivo reprogramming in regenerative medicine. Cham. ISBN 978-3-319-65720-2.
  - Arjmand, Babak (2019). Genomics, proteomics, and metabolomics: stem cells monitoring in regenerative medicine. Cham, Switzerland. ISBN 978-3-030-27727-7.
  - Khan, Firdos Alam (2021). Advances in application of stem cells: from bench to clinics. Cham. ISBN 978-3-030-78101-9.
  - Yahaya, Badrul Hisham (2022). Organoid technology for disease modelling and personalized treatment. Cham. ISBN 978-3-030-93056-1.
- El-Badri, Nagwa (2020). Regenerative medicine and stem cell biology. Cham, Switzerland. ISBN 3-030-55359-0.

#### Журнали
- Cell Stem Cell (сайт, Cell Press)
- Stem Cell Reports (сайт, Cell Press)
- Stem Cells (Oxford University Press)
- Stem Cells and Development (Mary Ann Liebert)
- Stem Cell Research and Therapy (BioMed Central)

#### Статті
- Kim, Jennifer Yejean; Nam, Yoojun; Rim, Yeri Alice; Ju, Ji Hyeon (2022-01). Review of the Current Trends in Clinical Trials Involving Induced Pluripotent Stem Cells. Stem Cell Reviews and Reports (англ.) 18 (1). с. 142–154. doi:10.1007/s12015-021-10262-3.
- Яманака Сін'я (2020-10). Pluripotent Stem Cell-Based Cell Therapy — Promise and Challenges. (pdf) Cell Stem Cell 27 (4). с. 523–531. doi:10.1016/j.stem.2020.09.014.
- Deinsberger, Julia; Reisinger, David; Weber, Benedikt (11 вересня 2020). Global trends in clinical trials involving pluripotent stem cells: a systematic multi-database analysis. npj Regenerative Medicine (англ.) 5 (1). doi:10.1038/s41536-020-00100-4.
- Al Abbar, A., Ngai, S. C., Nograles, N., Alhaji, S. Y., & Abdullah, S. (2020). Induced Pluripotent Stem Cells: Reprogramming Platforms and Applications in Cell Replacement Therapy. BioResearch open access, 9(1), 121–136. doi:10.1089/biores.2019.0046.
- Zakrzewski, W., Dobrzyński, M., Szymonowicz, M. et al. Stem cells: past, present, and future. Stem Cell Research Therapy 10, 68 (2019). doi:10.1186/s13287-019-1165-5.

### Тканинна інженерія

#### Книги
- Principles of Tissue Engineering (5th Edition, 2020) — Роберт Ланца, Роберт Ленджер, Joseph P. Vacanti, Anthony Atala.
- Серія книг Stem Cell Biology and Regenerative Medicine (Springer, 2009-2023+)
  - Berardi, Anna C. (2018). Extracellular matrix for tissue engineering and biomaterials. Cham, Switzerland. ISBN 978-3-319-77023-9.
  - Wilson-Rawls, Jeanne; Kusumi, Kenro (2016). Innovations in molecular mechanisms and tissue engineering. Cham, Switzerland. ISBN 978-3-319-44996-8.

#### Журнали
- Journal of Tissue Engineering and Regenerative Medicine
- Tissue Engineering and Regenerative Medicine
- Tissue Engineering: part A & part B: Reviews & part C: Methods
- Journal of Tissue Engineering
- TERM: Tissue Engineering & Regenerative Medicine

#### Статті
- Quezada Alexandra; Ward Claire; Bader Edward R. та ін. (2023-02). An In Vivo Platform for Rebuilding Functional Neocortical Tissue. Bioengineering (англ.) 10 (2). с. 263. doi:10.3390/bioengineering10020263.
- Jain Pooja; Kathuria Himanshu; Dubey Nileshkumar (1 серпня 2022). Advances in 3D bioprinting of tissues/organs for regenerative medicine and in-vitro models. Biomaterials (англ.) 287. doi:10.1016/j.biomaterials.2022.121639.
- Ramadan Qasem; Zourob Mohammed (2021). 3D Bioprinting at the Frontier of Regenerative Medicine, Pharmaceutical, and Food Industries. Frontiers in Medical Technology 2. doi:10.3389/fmedt.2020.607648.